# Gronik (663 m)
Gronik (663 m n.p.m.) – mało wybitny szczyt w Paśmie Równicy w Beskidzie Śląskim. Znajduje się w bocznym, północnym grzbiecie Trzech Kopców Wiślańskich. Grzbiet ten opada do koryta Leśnicy i oddziela dolinki dwóch jej dopływów; orograficznie lewy to Potok Gościejowski.
Gronik jest w dużym stopniu bezleśny. Są na nim dwie polany i należące do Brennicy osiedle Gronik. Również cały Gronik i jego grzbiet znajdują się w granicach tej miejscowości. Grzbietem biegnie droga z doliny Leśnicy na Trzy Kopce Wiślańskie. Z polan Gronika dookolne widoki na otoczenie doliny Leśnicy. Widoczny jest Stary Groń, Grabowa, Kotarz, Zebrzydka, fragmenty grzbietu Równicy. W dolnej części polany Gronika stała bacówka na kilkaset owiec, wybudowana swego czasu przez Zootechniczny Zakład Doświadczalny PAN w Grodźcu.